# Mal (Sänger)

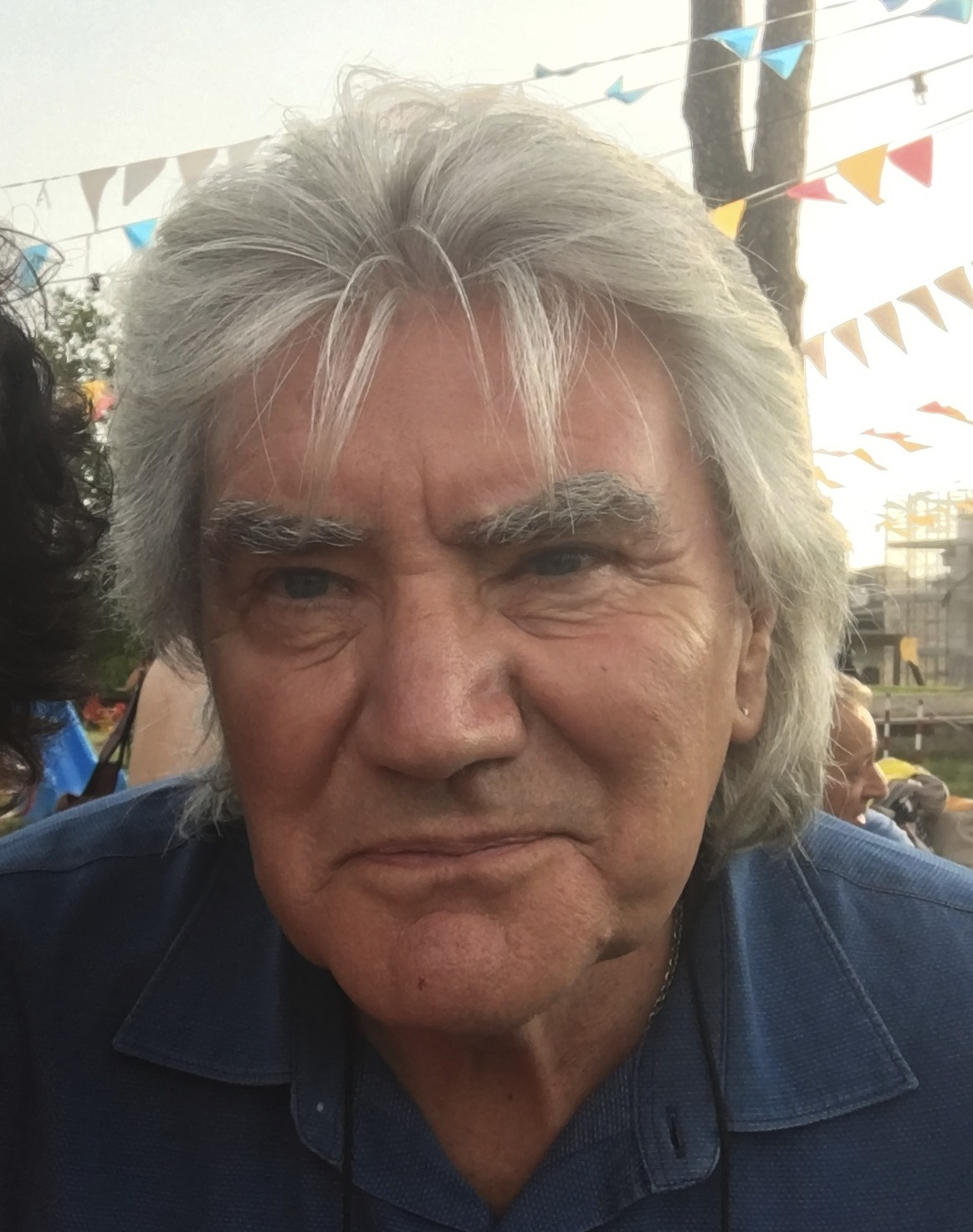
Mal (2018)

Mal ist der Künstlername des britischen Sängers Paul Bradley Couling (* 27. Februar 1944 in Llanfrechfa, Wales; weitere Pseudonyme: Paul Bradley, Michael Florence und Mal Ryder), der seit Mitte der 1960er Jahre in Italien lebt und dort einer der erfolgreichsten Künstler der End-1960er und frühen 1970er Jahre war.

## Biografie

### Erste Schritte in Großbritannien
Paul Coulings Familie zog nach Wolvercote bei Oxford um, als er drei Jahre alt war. Mit 15 verließ er die Schule und wurde Elektriker-Lehrling. Seine Karriere begann als Sänger der Rock-’n’-Roll-Coverband The Meteors. Bald schloss er sich der bekanntesten Band aus Oxford, den Spirits, mit der er als Mal Ryder & the Spirits einige Singles unter anderem bei Decca Records veröffentlichte, an. 1964 im Beatboom gingen sie auch in Deutschland auf Tournee. Nach der Rückkehr nach Großbritannien lösten sich die Meteors auf, doch wenig später schloss Mal sich der Band The Primitives an, die 1965 die Single „Every Minute of Every Day“ auf Pye Records veröffentlichte.
The Primitives gingen 1966 auf Tournee durch Norwegen, dann nach Frankreich und schließlich nach Italien. Zu dieser Zeit war als neuer Schlagzeuger David Withers zu der Band gestoßen, der unter seinem Spitznamen Pick als Drummer der Dire Straits bekannt wurde.

### The Primitives in Italien
Die Band erhielt einen Vertrag im römischen Piper Club, dem für die Beat-Zeit führenden Veranstaltungsort in Italien, in dem auch spätere Stars wie Patty Pravo oder die wie Mal aus Großbritannien stammenden The Rokes auftraten. Auf dem Plattenlabel des Clubs erscheint das Album „Blow Up“ der Primitives, mit Coverversionen und eigenen Titeln. Die ausgekoppelte Single „Yeeeeeeh!“ wird ein größerer Erfolg. Die Plattenfirma entschied, dass der Sänger aufgrund seiner Wirkung auf die weiblichen Plattenkäufer hervorgehoben werden müsse; aus Mal wurde Mal dei Primitives – Startschuss für die Solokarriere.

### Die Solokarriere
Mal veröffentlichte nun Ende der 1960er Jahre Hit auf Hit. Die bekanntesten seiner Lieder waren Bambolina (1967), Occhi neri occhi neri (1968), Tu sei bella come sei (mit dem er 1969 am Sanremo-Festival teilnahm) und ebenfalls 1969 Pensiero d’amore, eine Coverversion des Bee-Gees-Hits I Gotta Get a Message to You. Auf Basis dieses Liedes wurde ein Musikfilm gedreht, mit dem Mal (unter dem Namen Michael Florence) auch eine Schauspielerkarriere startete; weitere Filme gleichen Typs mit Titeln wie Lacrime d’amore („Tränen der Liebe“) und damals in Mode kommende Fotoromanzen folgten und machten Mal endgültig zum Star in Italien.
1970 und 1971 nahm er erneut am Sanremo-Festival teil, veröffentlichte aber auch eine Coverversion von John Kongos’ Rocksong He’s Gonna Step on You Again. 1972 wagte Mal kurzzeitig wieder einen Ausflug nach Deutschland, der ihm hier kleine Erfolge verschaffte mit Singles wie Wer liebt ist nie allein, Mighty Mighty Roly Poly (erreichte Anfang 1972 Platz 49 in der deutschen Hitparade) oder Alle Menschen brauchen Liebe, der deutschen Version des Pop-Tops-Songs Road to Freedom. Weiterhin gab er 1972 eine Reihe von Konzerten in Las Vegas mit der Band Cyan, die als Cyan Three ehemals Begleitgruppe Patty Pravos war und bei der mittlerweile der ehemalige Primitives-Gitarrist Dave Sumner spielte. Nach einigen nicht erfolgreichen Singles kehrte Mal 1975 mit einer Version von Parlami d’amore Mariù und 1977 mit Furia (Cavallo del West), der Titelmelodie einer populären Jugend-Fernsehserie, in die Hitparade zurück.
Nach diesen beiden Hits versuchte er sich auch als Discosänger mit Songs in englischer Sprache unter dem Pseudonym Paul Bradley, das eigentlich ein Teil seines echten Namens ist. Doch weder diesen Songs noch weiteren canzoni war kommerzieller Erfolg beschieden. Nachdem ein weiterer Auftritt beim Sanremo-Festival 1982 auch nicht den erwünschten Erfolg gebracht hatte, nahm er zeitweilig keine weiteren Schallplatten auf, gab aber regelmäßig Konzerte mit seinen Hits aus den 1960ern.

### Das neue Jahrtausend
1997 und 1998 konnte Mal neuen Erfolg feiern; nicht als Hitparadensänger, sondern als Darsteller in der italienischen Aufführung des Musicals Grease. Einige Fernsehauftritte folgten, die ihn 2005 zu der Entscheidung brachten, die Primitives wieder zu vereinigen und zu seinen Wurzeln in der Rock- und Beatmusik zurückzukehren.
Mal lebte im Februar 2008 in Pordenone; 1998 und 2001 wurden er und seine Freundin Eltern. 2009 erschien das Album „Attimi“.

## Diskografie

### Alben
mit den Primitives
- 1966: Blow Up
- 2001: Maladjusted

als Mal dei Primitives
- 1967: Sua eccellenza Mal dei Primitives
- 1968: Mal dei Primitives

als Mal
- 1969: Mal
- 1970: Mal (hierbei handelt es sich um zwei verschiedene Alben)
- 1975: Parlami d’amore
- 1976: Chiudi gli occhi
- 1977: Furia
- 1979: Uomo squalo e altre storie
- 1983: Cooperation
- 1991: Yeeeah!
- 1996: Quella Luce negli Occhi
- 2006: Pop Christmas with Mal
- 2009: Attimi

als Paul Bradley
- 1981: Silhouette

### Singles
mit Mal Ryder & The Spirits
- 1962: Heaven’s Door / Isis
- 1963: Cry Baby / Talk Over
- 1964: See the Funny Little Clown / Slow Down
- 1964: Your Friend / Forget It
- 1965: Lonely Room / Tell Your Friend

mit den Primitives
- 1965: Every Minute of Every Day / Pretty Little Face
- 1966: Yeeeeeeh! / L’ombra di nessuno
- 1967: L’incidente / Johnny No!

als Mal dei Primitives
- 1967: Bambolina / Vite vendute
- 1968: Betty blu / Una volta nella vita
- 1968: Tu sei bella come sei / Tu sei una donna ormai
- 1969: Pensiero d’amore / Non c’è ragione
- 1970: Occhi neri, occhi neri / Hey dove sei

als Mal

| Jahr | Titel Album                                      | Höchstplatzierung, Gesamtwochen, AuszeichnungChartsChartplatzierungen (Jahr, Titel, Album, Platzierungen, Wochen, Auszeichnungen, Anmerkungen) | Anmerkungen                |
| Jahr | Titel Album                                      | DE | Anmerkungen                |
| ---- | ------------------------------------------------ | --- | -------------------------- |
| 1972 | Mighty Mighty Roly Poly / Nowhere Left to Play – | DE49 (1 Wo.)DE | Erstveröffentlichung: 1972 |

Weitere Singles
- 1970: Sole pioggia e vento / Guardo te e vedo lei
- 1970: Treno che corri / Ciao felicità
- 1970: Da lei / Oggi mi apri le braccia
- 1971: Non dimenticarti di me / Love Peace Music
- 1971: He’s Gonna Step on You Again / Ti porta via
- 1972: Wer liebt ist nie allein / Weit ist der Weg nach Jerusalem
- 1972: Alle Menschen brauchen Liebe / Oh Susanna
- 1974: Crazy Kings / Love Collector
- 1975: Parlami d’amore Mariù / Oh piccolina
- 1976: Dolcemente tu / Non arrossire
- 1976: Se devo vivere / Una malattia
- 1977: Gelosia / Come stai
- 1977: Furia / Furia (instrumental)
- 1977: Penne colorate / La banda dei bucanieri
- 1978: Furia soldato / Furia e la bella Mariù
- 1978: Mackintosh / Piccole cose
- 1978: Uomo squalo / Sul dirigibile
- 1979: Male d’anima / Pensiero d’amore
- 1982: Sei la mia donna / Don’t Save Your Love
- 1984: Coming Home / Secrets
- 1985: Cooperation / Why Not Co-Operation?

als Paul Bradley
- 1980: I’ll Never Be the One / Silhouette
- 1980: Let It Be Love / Sunday
- 1986: Always Find Me Waiting / Una volta nella vita

## Filmografie
- 1968: Il cavallo in doppio petto
- 1969: Pensiero d’amore
- 1970: Amore Formula 2
- 1970: Lacrime d’amore
- 1970: Terzo canale avventura a Montecarlo